# Marquage du stationnement en France
Le marquage du stationnement désigne l’opération qui consiste à apposer sur la chaussée ou dans une zone dédiée au stationnement des lignes longitudinales ou obliques qui, reliées à des lignes transversales, délimitent sur la surface de la chaussée des emplacements de stationnement ou indiquent une interdiction ou des limitations concernant l’arrêt ou le stationnement.
En France les modalités de marquage sont définies pour ce qui concerne le marquage sur chaussées par l’instruction interministérielle sur la signalisation routière principalement par l'arrêté interministériel du 24 novembre 1967, par l'arrêté du 7 juin 1977 modifié et par les normes NF P91-100 et NF P 91-120 pour les parcs de stationnement publics et privés.

## Stationnement sur chaussée
Pour ce qui concerne le stationnement sur chaussée, les dimensions des places de stationnements ne sont pas précisées dans l’instruction interministérielle sur la signalisation routière, hormis en ce qui concerne les places réservées aux personnes handicapées. Les couleurs, la nature des lignes et des marques à apposer sont par contre précisées en fonction de la nature du stationnement : autorisé ou réglementé.

### Marques utilisées
Les marques utilisées pour matérialiser le stationnement au sol sont des lignes continues, des lignes discontinues de type T'2 et des marquages spéciaux pour les emplacements réservés ou présentant une spécificité.

Ligne discontinue de type T'2 (50 cm de plein - 50 cm de vide), avec la largeur la plus couramment utilisée : 10 cm (u=5 cm)

### Stationnement en épi ou en bataille
Dans le cas où le stationnement se fait en épi ou perpendiculaire, les limites sont matérialisées à l’aide des lignes de couleur blanches, continues de largeur 2 u ou discontinues de type T’2 de largeur 2u ou simplement amorcées.
|  |  |  |  |

### Stationnement longitudinal

Stationnement longitudinal

Dans le cas où les limites de stationnement sont matérialisées, le schéma ci-après (ou ci- dessus sur mobile) donne un exemple de marquage.
Dans le grand Lyon, on considère les largeurs suivantes :
- 1,80 m : stationnement étroit, risque de débordement du stationnement sur la chaussée.
- 2 m :  stationnement courant pour véhicule légers
- 2,20 m : stationnement courant pour véhicule légers, aire de livraison possible
- 2,50 m : aire de livraison possible pour poids-lourds[3].

### Stationnement payant
Le caractère payant d'un emplacement réservé au stationnement peut être signalé à l'aide de l'inscription au sol du mot « payant » soit sur les marques elles-mêmes, soit immédiatement accolé aux marques de manière à être bien visible des usagers en quête d'une place de stationnement. Cette inscription pourra être réalisée soit en lettres blanches soit en négatif dans un rectangle blanc où le mot apparaîtra en découpage (pour permettre dans le cas de bandes préfabriquées de réaliser deux mots dans une même bande).

### Stationnement gratuit à durée limitée avec contrôle par disque
Les lignes de couleur blanche peuvent être remplacées par des lignes de couleur bleue. Les pictogrammes et inscriptions restent de couleur blanche.

## Interdiction du stationnement et de l'arrêt
Cette interdiction peut être confirmée ou indiquée par le marquage, sur la face supérieure de la bordure du trottoir ou en rive de chaussée d'une ligne jaune de largeur 2u :
- discontinue de type T'2 pour l'interdiction de stationner ;
- continue pour l'interdiction d'arrêt.

En cas d'utilisation de marques en rives de chaussée, il est nécessaire de laisser un intervalle d'au moins 3u entre le trottoir et le bord extérieur de la marque.

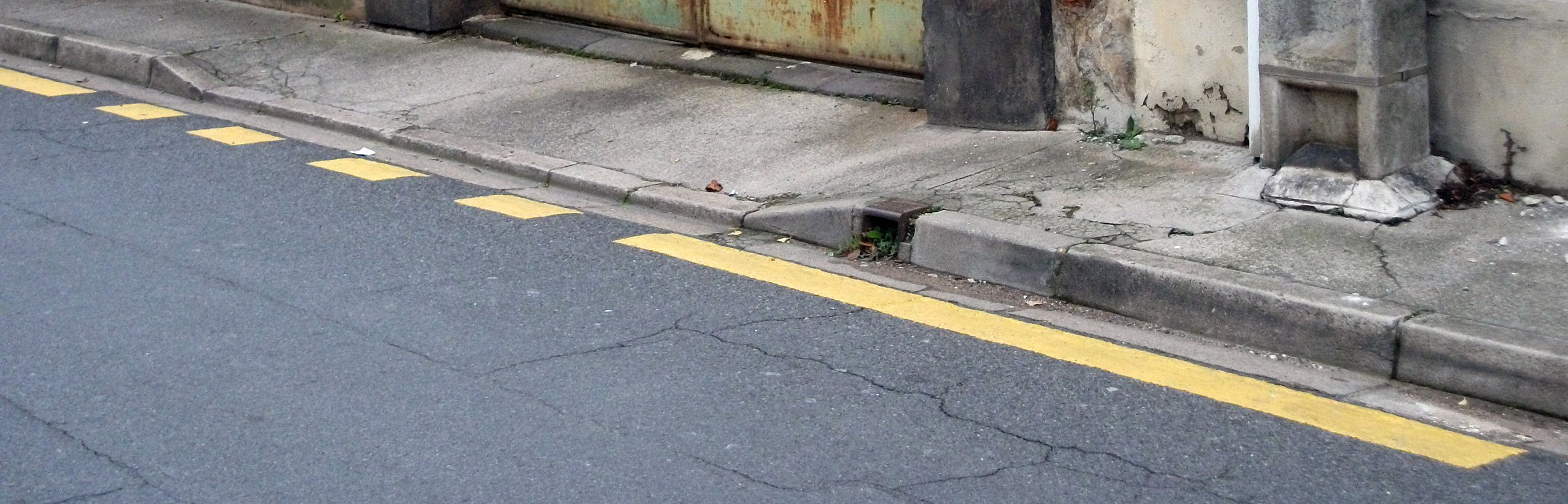
Marquages au sol de l'interdiction du stationnement (à gauche) et de l'arrêt (à droite).

## Emplacements réservés aux véhicules pour personnes handicapées

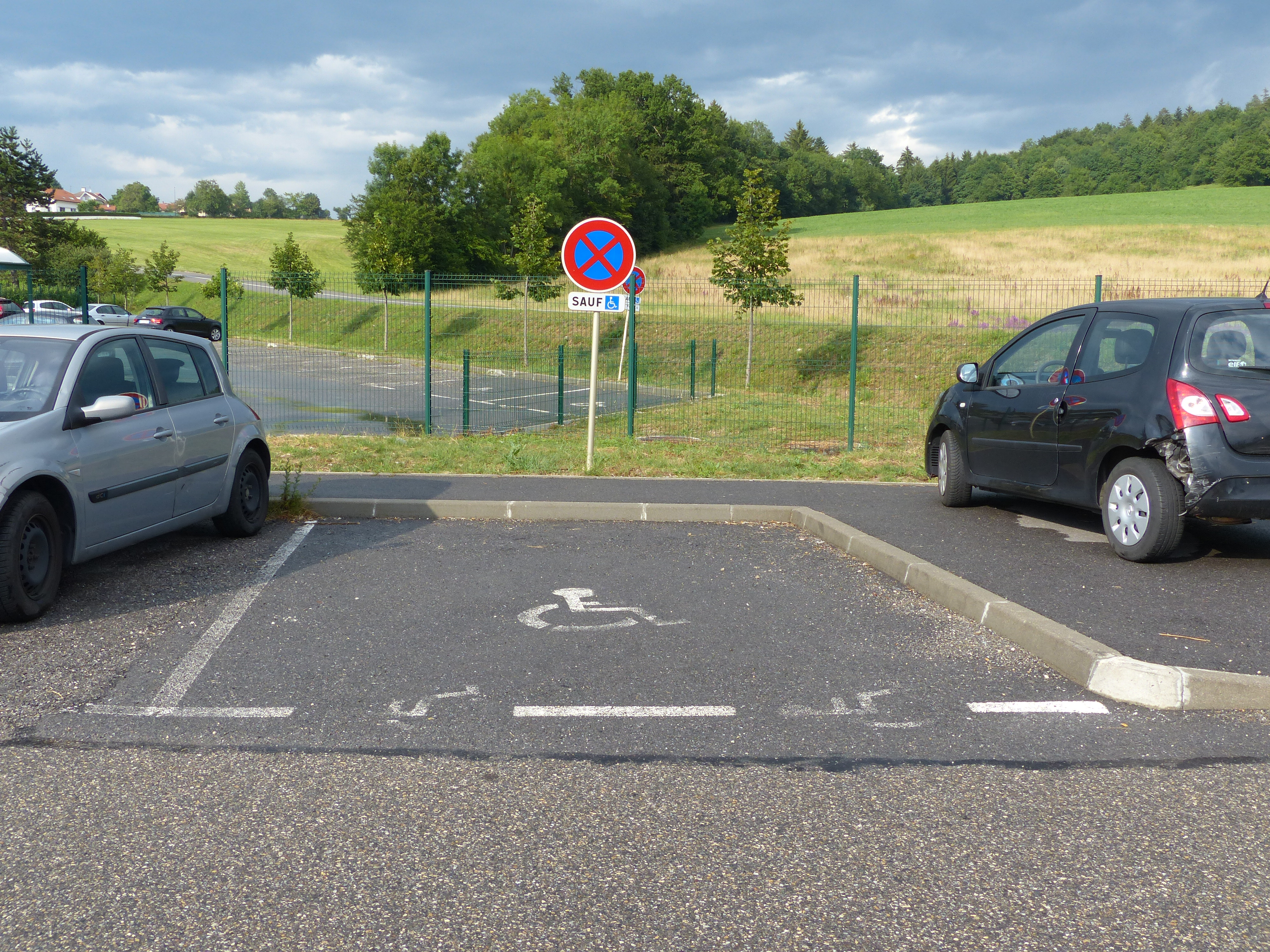
Emplacement réservé signalé par un panneau B6d avec panonceau M6h et un pictogramme sur la chaussée.

### Définition
Un emplacement de stationnement est réputé aménagé pour les personnes handicapées lorsqu’il comporte, latéralement à l’emplacement prévu pour la voiture une bande libre de tout obstacle, protégée de la circulation automobile, et reliée par un chemin praticable à l’entrée de l’installation.

### Dimensions
Cette bande d’accès latérale prévue doit avoir une largeur minimale de 0,80 m sans que la largeur totale de l’emplacement puisse être inférieure à 3,30 m,.
Il est obligatoire, dans tout parc de stationnement ouvert au public, de réserver un tel emplacement par tranche de 50 places de stationnement ou fraction de 50 places. Au-delà de 500 places, le nombre de places réservées, qui ne saurait être inférieur à 10, est fixé par arrêté municipal.
Lorsque des places de stationnement sont matérialisées sur le domaine public, au moins 2 % de l’ensemble des emplacements de chaque zone de stationnement, arrondis à l’unité supérieure, sont accessibles et adaptés aux personnes circulant en fauteuil roulant.
Lorsque cet aménagement fait partie d’un projet global de stationnement, le nombre de places réservées est calculé sur la base de l’ensemble des emplacements prévus au projet. Au-delà de cinq cents places, le nombre de places aménagées est fixé par arrêté municipal sans pouvoir être inférieur à dix.
Les emplacements réservés sont librement accessibles. Leur agencement permet à toute personne de rejoindre le trottoir ou le cheminement pour piétons sans danger et sans rencontrer d’obstacle.
Les parcmètres et autres systèmes d’accès sont facilement accessibles et utilisables par les personnes handicapées physiques. Ils sont installés au plus près des emplacements réservés.

### Signalisation horizontale

Pictogramme pour emplacement de stationnement pour personne handicapée

Seul est obligatoire le pictogramme conforme au modèle figurant ci-dessous peint en blanc sur les limites de l'emplacement : ses dimensions sont de 0,50 m × 0,60 m ou 0,25 m × 0,30 m.
Ce pictogramme peut néanmoins être placé au milieu de l'emplacement de stationnement : ses dimensions sont dans ce cas de 1 m × 1.2 m.

### Signalisation verticale
En complément des panneaux du type B6a, B6b, le panneau M6h peut être utilisé et signale que le stationnement est réservé aux véhicules utilisés par les personnes handicapées à mobilité réduite : grands invalides civils, grands invalides de guerre, titulaires des titres mentionnés à l’article L.2213-2, 3°, du code général des collectivités territoriales. Il complète les panneaux de type B6a. Il est utilisé pour les emplacements situés sur chaussée et hors chaussée.
Attention: la nouvelle règlementation impose dorénavant le panneau B6d plus un panonceau M6h indiquant la catégorie concernée. Le panonceau M6h a été modifié par l'arrêté du 26 juillet 2011 : il ne comporte plus l'indication « Interdit sauf G.I.G.-G.I.C. ». Les panneaux devront être mis en conformité avec les nouvelles dispositions avant 2015.

## Stationnement pour véhicules électriques[2]

Pictogramme pour emplacement de stationnement pour voiture électrique

Le pictogramme conforme au modèle figurant ci-dessous est peint en blanc sur les limites d'un emplacement de stationnement, pour rappeler qu'il est réservé au stationnement des véhicules électriques pendant la durée de recharge de leurs accumulateurs. Les dimensions du pictogramme sont de 0,6 m × 0,3 m ou 0,3 m × 0,15 m.

## Stationnement pour véhicules de livraison[2]
La délimitation des emplacements réservés pour l’arrêt des véhicules effectuant un chargement ou un déchargement de marchandises est réalisée avec un marquage en ligne discontinue de type T’2 de largeur 2u et de couleur jaune. L’emplacement est barré d’une croix en diagonale par ligne continue de largeur 2u et de couleur jaune. Le marquage est accompagné par l’inscription du mot « LIVRAISON » en jaune le long du marquage T’2.
À compter du 1er décembre 2010, certains emplacements de livraison sont autorisés au stationnement des particuliers du lundi au samedi de 20h00 à 7h00, ainsi que les dimanches et jours fériés. Ces zones sont marquées d'une ligne discontinue, tandis que les zones de livraison classiques, sanctuarisées, sont marquées d'une double ligne discontinue.
En France, les aires de livraisons sont peu utilisées par les transporteurs de marchandises au sein des villes du fait de la difficulté d'en trouver une à proximité du point à livrer et de la facilité du stationnement en double file pour un temps court. Une étude a proposé une méthode pour mesurer le temps supplémentaire qu'un camion utiliserait s'il stationnait systématiquement sur une aire de livraison pour livrer ses marchandises pour tous les points à livrer d'une tournée. En intégrant un modèle économique sur ce temps de recherche, le surcoût engendré serait de l'ordre de plusieurs centaines d'euros à l'échelle d'un mois, pour un transporteur qui livrerait 20 points par jour et qui travaillerait de 6 jours sur 7. 

## Parc de stationnement ouvert au public

### Définition
Un parc de stationnement est un emplacement qui permet le remisage des véhicules automobiles et de leurs remorques en dehors de la voie publique, à l'exclusion de toute autre activité.
Il peut se trouver :
- dans un immeuble bâti en superstructure (partie en élévation à l'air libre) ou en infrastructure (partie enterrée ou en dessous du sol artificiel, dalle par exemple) ;
- sur une aire aménagée ou non pour le stationnement, sur une terrasse d'un immeuble, sous un immeuble bâti (sur pilotis ou en encorbellement).

### Réglementation
Seuls les emplacements aménagés et réservés aux personnes handicapées font l'objet de textes réglementaires prévoyant un nombre de places réservées par tranche de places de stationnement, l'aménagement de ces places et leur signalisation.
Les normes NF P91-100 et NF P 91-120 spécifient les dimensions minimales à observer pour les emplacements, la hauteur libre, les voies de circulation et les rampes respectivement pour les parcs de stationnement publics et privés.

### Dimensions
Le dimensionnement des places de stationnement constitue une question saillante lorsque l'espace disponible sur le sol est fini alors que la taille des voitures est élargie pour offrir un surplus de protection latérale.
Des associations d'automobiliste s'en alarment . L’Association suisse des professionnels de la route et des transports, qui édicte les normes en matière de stationnement, entend se pencher sur la question lors de la prochaine révision des normes, dans quatre ans.
Les dimensions minimales d´emplacements de stationnement et de circulations les desservant sont définies dans la Norme NF P 91-100.
On distingue les cinq cas suivants.
|  |  |

### Allées de circulation
Dans le cas d’une circulation à double sens dans une allée desservant un nombre d’emplacements supérieur à vingt, la largeur de cette allée est augmentée de 20 %, avec un minimum de 5 m.

### Présence de poteaux
S’il y a des poteaux entre les places de stationnement, la distance entre le nu des poteaux et le bord de la voie de circulation est au minimum de 0,65 m. Cette dimension peut être réduite si la largeur des places est augmentée, dans les conditions fixées par le tableau 3.

## Marquage du stationnement
Le marquage du stationnement s'effectue généralement à l'aide d'une ligne blanche latérale.